# Bolívar (Colombia)
Bolívar es uno de los treinta y dos departamentos que forman la República de Colombia. Está ubicado en la región Caribe, limitando al norte con el mar Caribe (océano Atlántico). Con unos 2 180 976 habitantes en 2018, es el séptimo departamento más poblado. Su capital es Cartagena de Indias, sede de la Asamblea Departamental y del Tribunal Administrativo de Bolívar, mientras que en el municipio de Turbaco se encuentra la sede de la Gobernación. Fue uno de los nueve estados originales de los Estados Unidos de Colombia. El departamento está nombrado en honor a Simón Bolívar. Está conformado por 44 municipios y 2 distritos.

## Historia

### Descubrimiento y conquista
Los expedicionarios Rodrigo de Bastidas y Juan de la Cosa fueron los descubridores de las costas de Bolívar cuando desembarcaron en la bahía de Cispatá en los años 1500 a 1501. Sin embargo el verdadero conquistador de la región fue el adelantado Pedro de Heredia, quien fundó Cartagena el 1 de junio de 1533 luego de un fuerte enfrentamiento contra los indígenas turbacos. Dos años más tarde (1535), por real cédula se fijó como límites de las provincias de Santa Marta y Cartagena el río Magdalena. La primera estaba gobernada por Pedro Fernández de Lugo y dependía de la Real Audiencia de Santo Domingo, en tanto la segunda quedó bajo la jurisdicción de la Audiencia de Panamá, que fue la primera que hubo en América del Sur y se había establecido en el año 1533.
Debido a los constantes ataques de piratas y bucaneros al puerto de Cartagena, se construyeron fortificaciones y murallas, puesto que en la ciudad se almacenaban las riquezas que eran enviadas a España. Durante la colonia la provincia de Cartagena dependió del Virreinato de Santafé, hasta 1811 cuando se declaró independiente formando el Estado Libre de Cartagena.

### Período republicano temprano

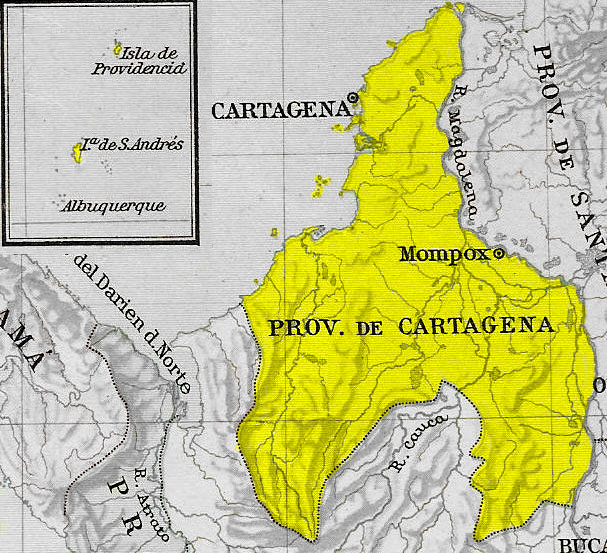
Territorio de la provincia de Cartagena en 1810, mismo que se proclamó independiente como Estado Libre de Cartagena en 1811.

A mediados de 1811, los cartageneros estaban ya minados por la división interna entre patriotas y realistas; se habían formado dos partidos que se combatían con furia, y los ánimos, en general, se hallaban muy irritados. Luego de varias escaramuzas importantes, tanto en el campo militar como político, que retardaron en varios meses la declaración de independencia, esta se proclama el 11 de noviembre de 1811, misma fecha en que el Estado Libre de Cartagena se declara soberano e independiente de España o de otro gobierno extranjero.
En 1812, en cercanías de las Sabanas de Tolú se produjo la Batalla de Mancomoján, sobre el arroyo del mismo nombre, lucha liderada por hombres del Carmen al Mando del general Manuel Cortes Campomanes quien derrotó a los realistas de Santa Marta, lo cual ratificó la soberanía y la lucha independentista del Estado Libre de Cartagena. En el año de 1813, en compensación de sus servicios a la causa patriota durante las guerras de Independencia, el gobernador de Cartagena le confirió al El Carmen de Bolívar, escudo de armas y el título de "Villa Meritoria". En esa batalla también se decidió la suerte de la llamada “rebelión de las sotanas”, dirigida por los curas de algunos pueblos de las sabanas, contra las autoridades republicanas.
Luego de la batalla de Boyacá (1819) que puso término a la dominación española en el territorio de la Nueva Granada, el Congreso reunido en la ciudad venezolana de Angostura promulgó la Ley 17 de diciembre de 1819 que creó la República de Colombia, compuesta por el territorio que forman el Virreinato ya nombrado y la Capitanía General de Venezuela, los cuales fueron divididos en tres grandes departamentos denominados Cundinamarca, Venezuela y Quito. De acuerdo con esta división política, la provincia de Cartagena quedó incorporada a Cundinamarca, no obstante hallarse dominada por los realistas.
En 1821 los ejércitos republicanos a cargo del general Mariano Montilla y José Prudencio Padilla liberaron a Cartagena de la tutela española. Poca vida tuvo la nueva división política, pues ese mismo se expidió la Constitución Nacional en la ciudad de Cúcuta que cambió la faz de la República, dividiéndola en siete departamentos denominados: Boyacá, Cundinamarca, Cauca, Magdalena, Orinoco, Venezuela y Zulia. El nuevo Departamento del Magdalena tenía por capital a Cartagena y comprendía todo el territorio de barlovento. Luego de la disolución de la Gran Colombia en 1830, la provincia de Cartagena pasó a formar parte de la República de la Nueva Granada, siendo subdividida más tarde en 1853 en las de provincias de Sabanilla, Mompós y Cartagena.

### Designación con el nombre "Bolívar"

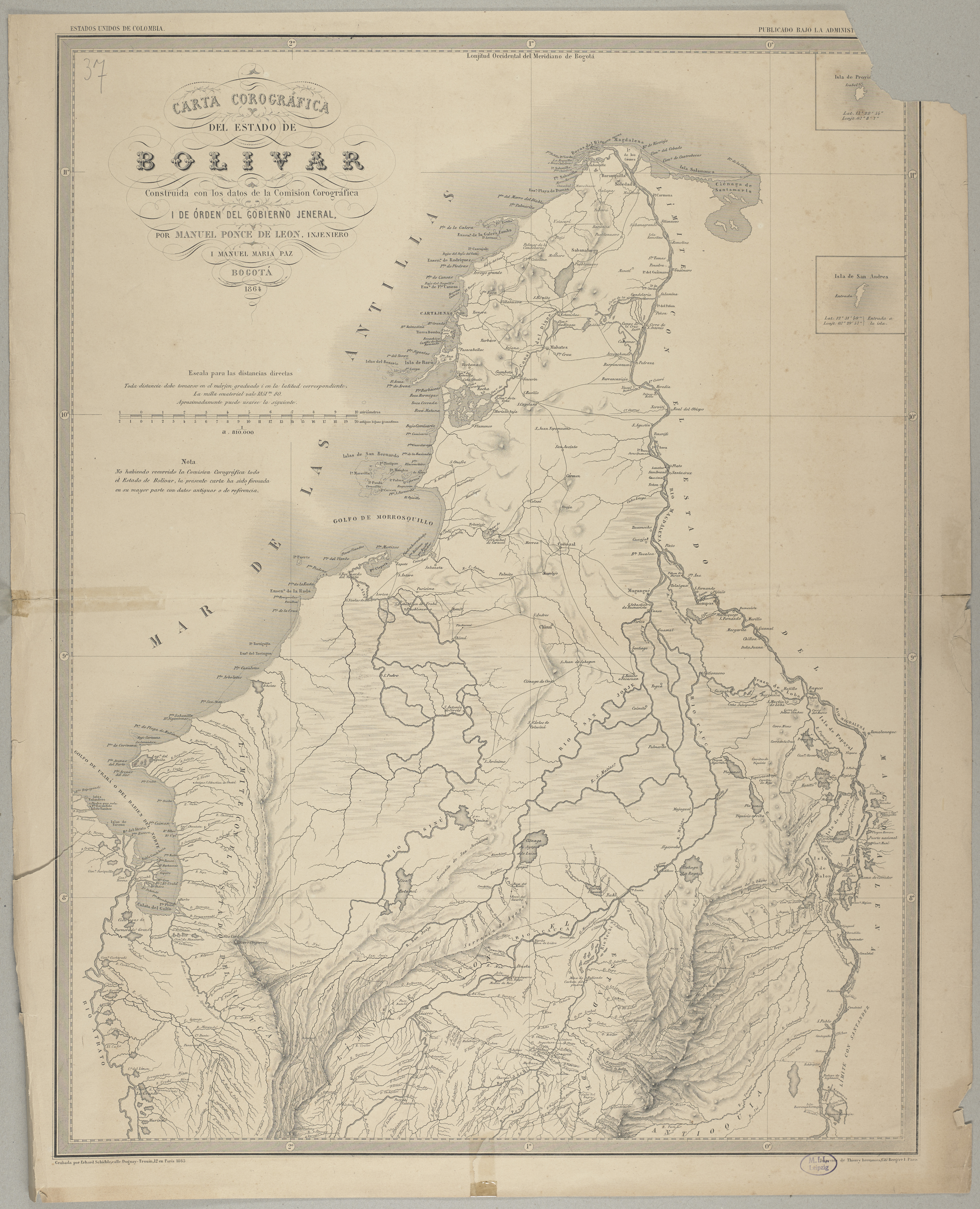
El Estado Soberano de Bolívar.

En 1857 la antigua provincia de Cartagena recibió definitivamente el nombre de Bolívar, en homenaje al padre de la Patria, así mismo es cuando recibe la denominación de Estado Soberano por medio de la Ley Granadina del 15 de junio de 1857. Hay que tener en cuenta que Cartagena de Indias fue la primera ciudad de la actual Colombia que Simón Bolívar visitó y en la que vivió, llegando por primera vez a ella en octubre de 1812. Desde aquí emprendió importantes empresas militares como la Campaña Admirable de 1813.
La división política de Colombia en estados subsistió hasta 1885, cuando el Consejo Nacional de Delegatarios dispuso el cambio de nombre que tenía el país por el de República de Colombia y se le dio a los estados el nombre de departamentos, dependientes del poder central y definidos por los mismos límites geográficos que tenían previamente.

#### Proceso de desagregación del departamento
La Ley 21 de 1910 decretó la formación del Departamento del Atlántico, integrado por las Provincias de Sabanalarga y Barranquilla. En esta época el departamento de Bolívar tenía un área de 65.303 km². Por medio de la Ley 52 de 1912 fue creada la Intendencia de San Andrés y Providencia, siendo su territorio escindido del departamento de Bolívar. El 17 de diciembre de 1951 se crea el departamento de Córdoba con la promulgación de la Ley 9 de dicho año, la que entró en vigencia el 18 de junio de 1952. Se restaban aquí 23.981,93 km² al territorio bolivarense. Finalmente en 1966 se le extraen otros 10.783 km² al departamento, cuando se creó por medio de la Ley 47 el Departamento de Sucre. A partir de esta fecha el departamento posee su área actual, que es de 25.978 km².
Época Contemporánea
Desde el 1 de enero de 2016, entra a funcionar el Centro Administrativo Departamental en el Municipio de Turbaco a 2 km de Cartagena de Indias. Mientras, el palacio de la Proclamación (antigua sede departamental) funciona el centro artesanal "Marca Bolívar".

## Geografía

### Límites
Bolívar está delimitado por el mar Caribe y varios departamentos aledaños:
| Noroeste: Mar Caribe | Norte: Atlántico (Río Magdalena)                   | Nordeste: Magdalena (Río Magdalena) |
| Oeste: Sucre Mar Caribe: Islas de San Bernardo Subregiones: Morrosquillo, Montes de María, Sabanas, San Jorge y La Mojana) |                                                    | Este: Cesar (Río Magdalena)         |
| Suroeste: Córdoba Mar Caribe: Isla Fuerte Municipio de Ayapel                                                              | Sur: Antioquia (Serranía de San Lucas y Río Tamar) | Sureste: Santander (Río Magdalena)  |

Es el departamento más alargado del país, y menos concéntrico, con su capital ubicada en su extremo norte, en donde se encuentra la sede del Gobierno Departamental y de casi todas las sedes y seccionales de las entidades del gobierno nacional y de representación del cuerpo diplomático, civil, militar y religioso.
También es de resaltar que en el mar Caribe, el departamento de Bolívar posee un territorio insular perteneciente al Distrito Turístico y Cultural de Cartagena de Indias, conformado por las islas de Tierra Bomba, Corales del Rosario y Barú, situadas frente a las costas del departamento, las islas de San Bernardo se localizan enfrente de las costas del departamento de Sucre y la isla Fuerte enfrente de las costas del departamento de Córdoba.

### Fisiografía

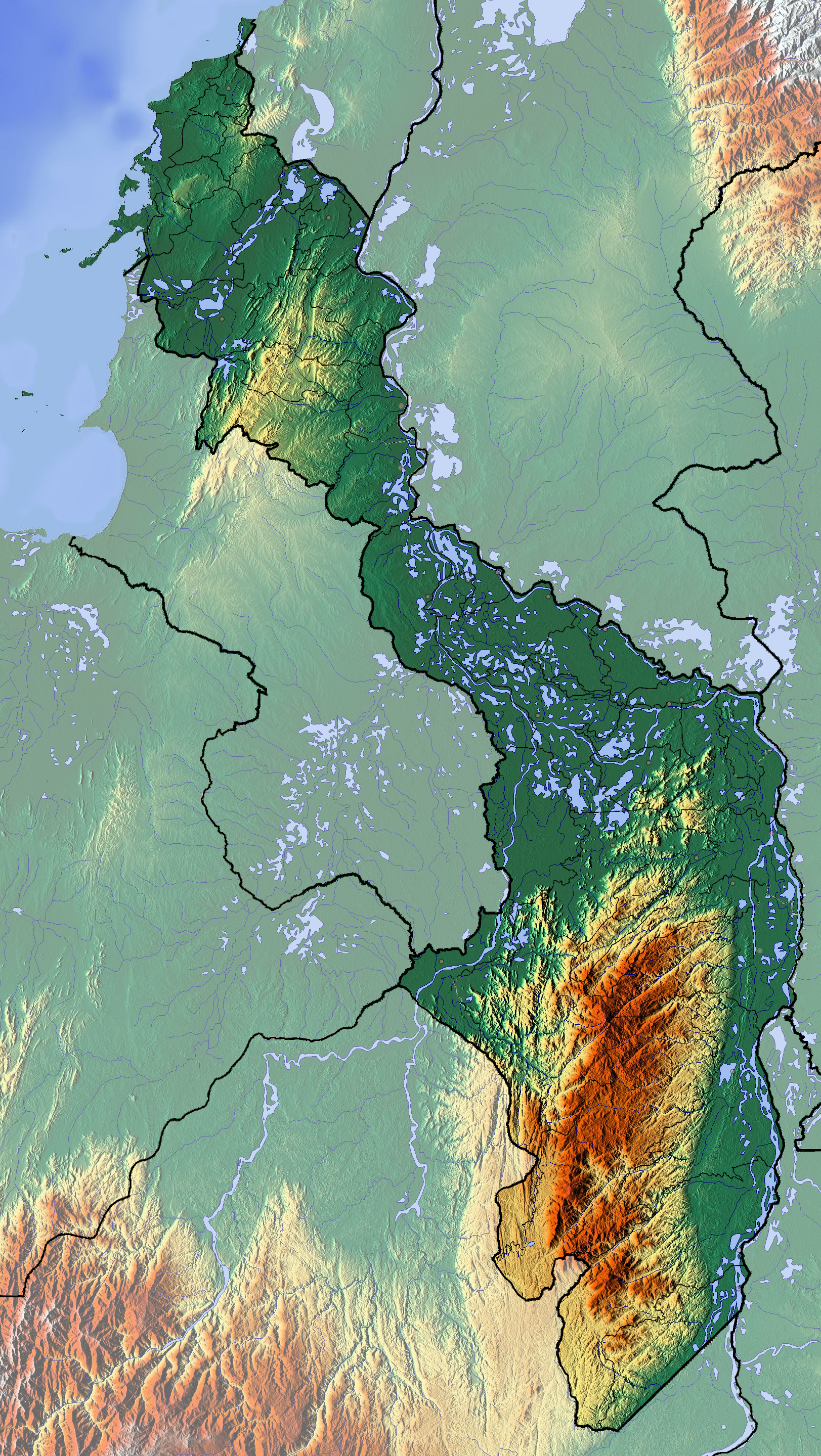
Mapa físico de Bolívar.

Bolívar se sitúa en la parte septentrional de Colombia, en la planicie del Caribe. La mayor parte de la superficie bolivarense corresponde a las tierras bajas de las serranías de San Jacinto y Santa Rosa, en el norte. En el centro del departamento se encuentra La Mojana, una zona inundable correspondiente al bajo río Magdalena, que bordea el departamento de sur a norte; entre sus afluentes se destacan el Cauca y el San Jorge. Hacia el sur del departamento se ubica la Serranía de San Lucas, que se prolonga desde Antioquia y forma la separación de aguas entre los ríos Magdalena y Cauca.

### Hidrografía
El eje fluvial del departamento de Bolívar es el río Magdalena, que pasa por su costado oriental y le sirve de límite con los departamentos de Santander, César y Magdalena, hasta el Canal del Dique. Los principales afluentes del Magdalena son los ríos San Jorge y Cauca, cuyas desembocaduras se encuentran en el centro de Bolívar; otras corrientes que llegan al Magdalena son los ríos Boque, Cimitarra, Santo Domingo y Tigüí.

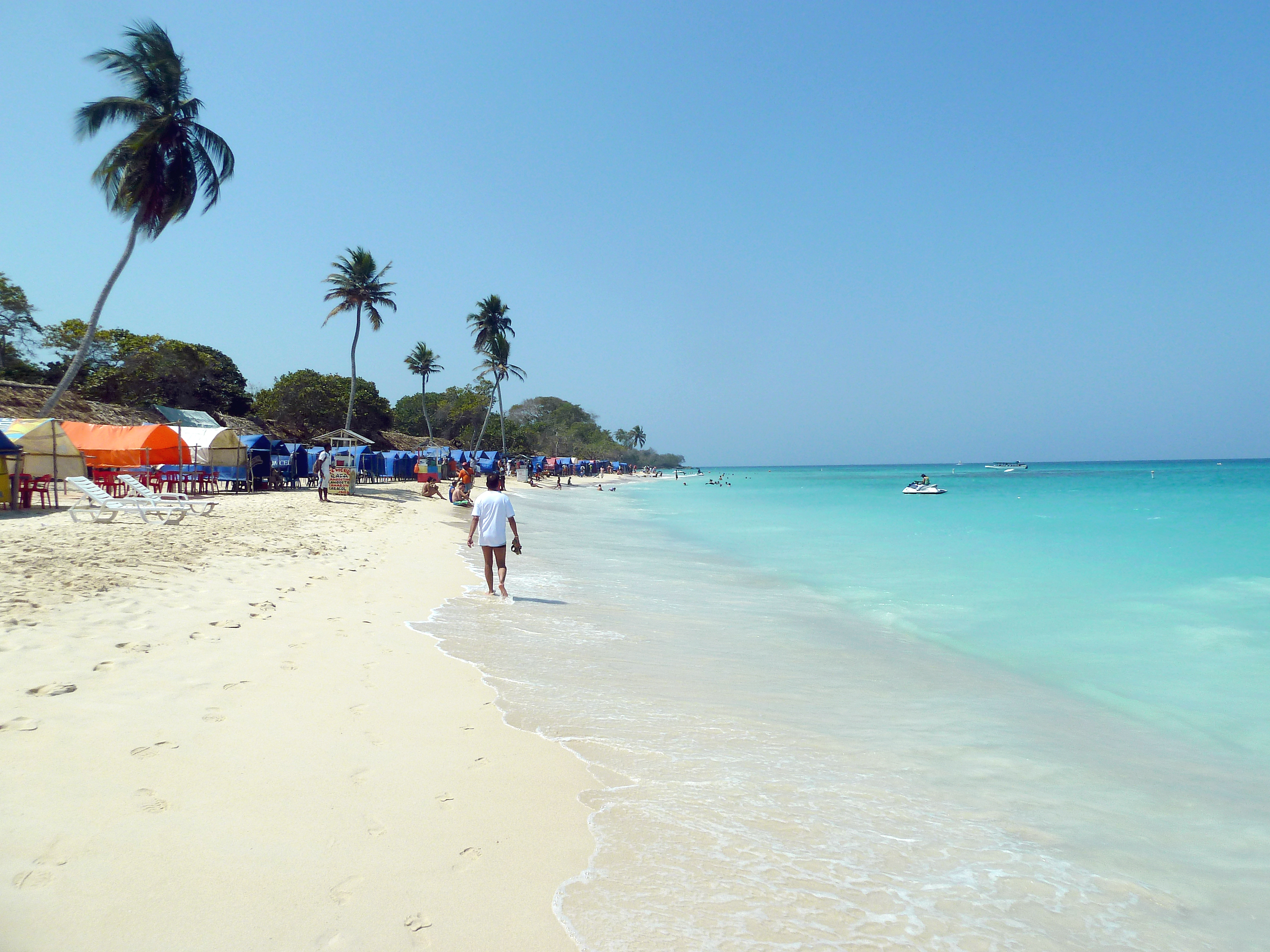
Playa Blanca en la costa del Departamento de Bolívar

La Mojanaa se encuentra en las confluencias de los ríos Cauca y San Jorge con el Magdalena, y es el área más inundable del país debido a la fuerte dinámica fluvial que hay en la fosa presente en la región; allí se forma una intrincada red de brazos, caños y arroyos, gracias a la poca resistencia de los suelos aluviales que constituyen las paredes de los cauces y a los caudales de los ríos. Los brazos más importantes son el de Loba, el Morales, el Mompós, el Papayal, el Quitasol y el Simití. Además hay numerosas quebradas y arroyos que llevan sus aguas a los tres principales ríos, brazos y ciénagas del departamento. Las ciénagas más importantes del departamento son las de Canaletal, El Dique, El Limón, El Uvero, Garrapata, Grande, Guamalito, Iguana, Jobo, Juan Gómez, La Botija, La Victoria, María La Baja, Mojana, Morales, Morrocoyal, Nervití, Simití, Tesca o La Virgen y Tupe.

### Clima
El clima, predominantemente caluroso, es seco al norte y húmedo al sur, con precipitaciones que pueden llegar hasta los 2000 mm anuales. En las partes más altas de la serranía de San Lucas se disfruta de clima templado.

### Parques naturales
En Bolívar se encuentran los siguientes parques naturales colombianos:
- Parque nacional natural Islas Corales del Rosario y San Bernardo
- Santuario de fauna y flora Los Colorados
- Santuario de fauna y flora El Corchal El mono Hernández

## División político-administrativa

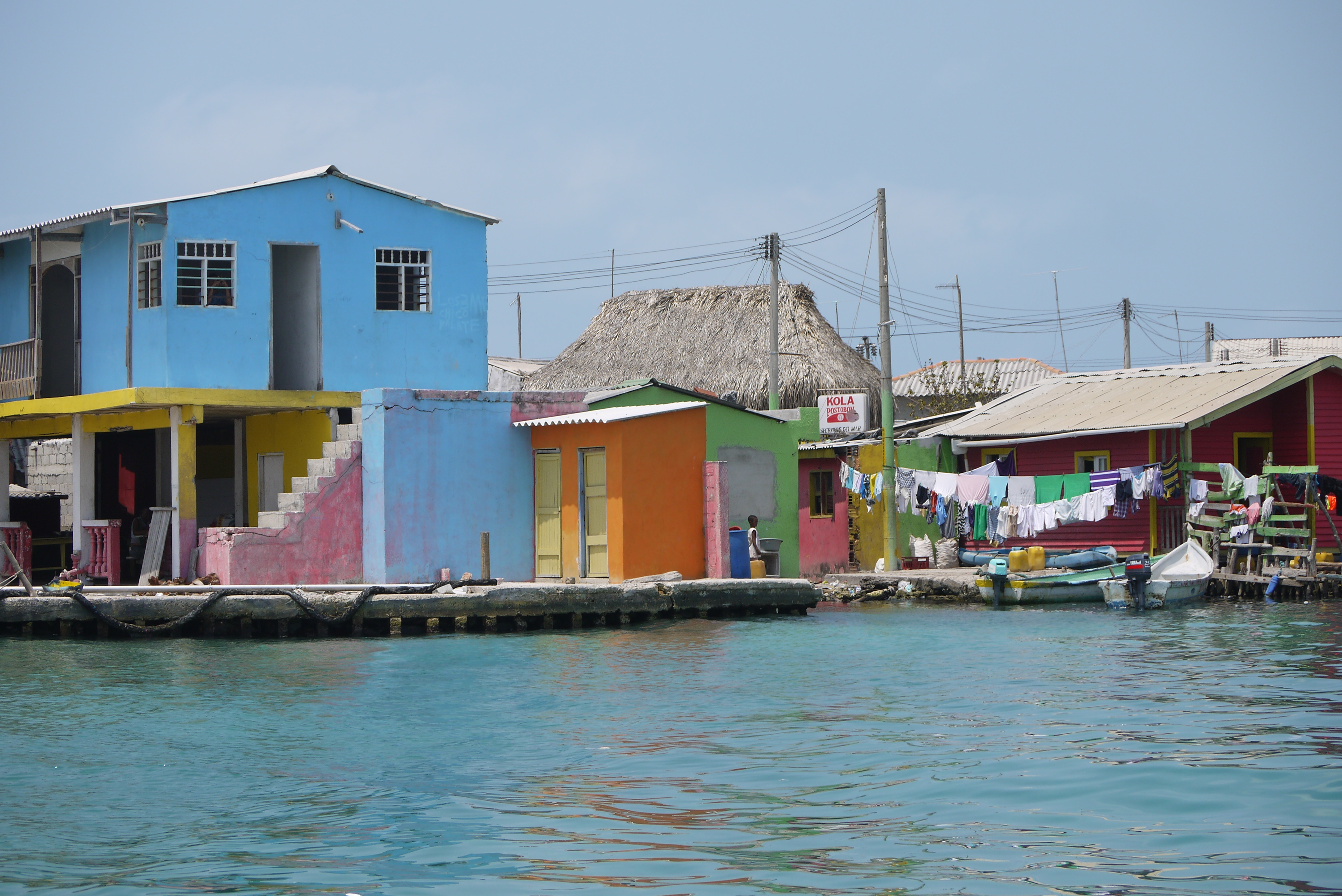
Santa Cruz del Islote, pequeña isla artificial de 1 hectárea, famosa por ser una de las islas más densamente pobladas de la Tierra.

El departamento de Bolívar está conformado por 44 municipios y 2 distritos, organizados territorialmente desde el año 2020 (según lo dispuesto en la ordenanza 118 de 2017) en siete (7) Zonas de Desarrollo Económico y Social (ZODES):
- Norte: Cartagena de Indias, Clemencia, Santa Catalina, Santa Rosa de Lima, Turbaco, Turbana y Villanueva.
- Dique: Arjona, Arroyohondo, Calamar, Mahates, San Cristóbal, San Estanislao, Soplaviento, San Basilio de Palenque.
- Montes de María: El Carmen de Bolívar, Córdoba, El Guamo, María La Baja, San Jacinto, San Juan Nepomuceno y Zambrano.
- Mojana: Achí, Magangué, Montecristo, San Jacinto del Cauca, Pinillos y Tiquisio.
- Isla de Mompox: Cicuco, Hatillo de Loba, Margarita, San Fernando, Santa Cruz de Mompós y Talaigua Nuevo.
- Loba: Altos del Rosario, Barranco de Loba, El Peñón, Norosí, Regidor, Río Viejo y San Martín de Loba.
- Magdalena Medio: Arenal, Cantagallo, Morales, San Pablo, Santa Rosa del Sur y Simití.

### Rama judicial
Está representado por el Tribunal Administrativo de Bolívar con sede en la ciudad de Cartagena de Indias, con comprensión territorial judicial sobre el Departamento Bolívar y conformado por seis (6) Circuitos Judiciales Administrativos así:
- Cartagena: Tiene como cabecera en Cartagena de Indias y comprende los Municipios de Cartagena, Clemencia, Santa Catalina, San Cristóbal, San Estanislao, Santa Rosa de Lima, Soplaviento y Villanueva.

- El Carmen de Bolívar: Tiene como cabecera en El Carmen de Bolívar y comprende los Municipios de Córdoba, El Carmen de Bolívar, El Guamo, San Jacinto, San Juan Nepomuceno y Zambrano.

- Magangué: Tiene como cabecera en Magangué y comprende los Municipios de Achí, Magangué, Montecristo, Pinillos, San Jacinto del Cauca y Tiquisio.

- Mompós: Tiene como cabecera en Santa Cruz de Mompós y comprende los Municipios de: Altos del Rosario, Barranco de Loba, Cicuco, El Peñón, Hatillo de Loba, Margarita, Mompós, San Fernando, San Martín de Loba y Talaigua Nuevo.

- Simití: Tiene como cabecera en Simití y comprende los Municipios de Arenal, Cantagallo, Morales, Norosí, Regidor, Rioviejo, Santa Rosa del Sur, San Pablo y Simití.

- Turbaco: Tiene como cabecera en Turbaco y comprende los Municipios de Arjona, Arroyohondo, Calamar,  Mahates, María la Baja, Turbaná y San Basilio de Palenque.

### Jurisdicciones ambientales
El departamento de Bolívar está dividida en varias jurisdicciones ambientales dependiendo de las características ambientales, hídricas, biológicas y geográficas de estos:
- Cardique: tiene jurisdicción en los municipios al norte del departamento (Zodes Norte, Dique y Montes de María). Tiene su sede en Cartagena (a pesar de que esta última la jurisdicción está a cargo de EPA Cartagena).
- CSB: tiene jurisdicción en los municipios del centro y el sur del departamento (Zodes Isla de Mompox, Loba, Mojana y Magdalena Medio). Tiene su sede en Magangué.
- Cormagdalena: tiene jurisdicción en el territorio de los municipios ribereños del río Magdalena.

## Estructura administrativa de la Gobernación

### Poder ejecutivo

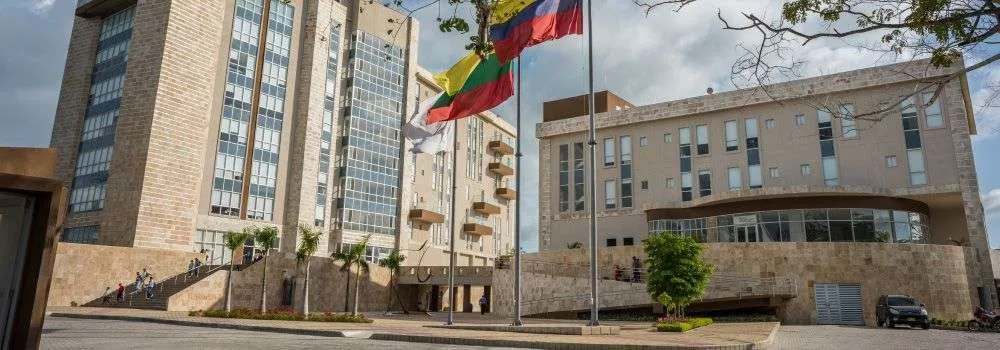
Gobernación de Bolívar, ubicado en el municipio de Turbaco.

La Gobernación tiene a su cargo asuntos como servicios públicos domiciliarios, institutos de educación pública, la expedición de pasaportes, el manejo ambiental, entre otros. La Gobernación de Bolívar, está conformada por varias secretarias; las cuales son organismos adscritos al Gobierno Departamental, responsables de la formulación, aprobación y aplicación de sus políticas en diversos campos.
| Secretarías                                                  | Despacho del gobernador                  | Entes descentralizados   |
| ------------------------------------------------------------ | ---------------------------------------- | ------------------------ |
| Secretaría General                                           | Secretaría Privada                       | Aguas de Bolívar         |
| Secretaría Jurídica                                          | Oficina de Control Disciplinario         | ICULTUR                  |
| Secretaría de Hacienda                                       | Oficina de Control Interno               | IDERBOL                  |
| Secretaría de Agricultura y Desarrollo Social                | Oficina de Gestión de Riesgo de Desastre | Unibac                   |
| Dirección TIC                                                | Oficina de Juventudes                    | Lotería de Bolívar       |
| Secretaría de Desarrollo Regional y Ordenamiento Territorial |                                          | Universidad de Cartagena |
| Secretaría de Minas y Energía                                |                                          |                          |
| Secretaría de Interior, Asuntos Gubernamentales.             |                                          |                          |
| Secretaría de Planeación                                     |                                          |                          |
| Secretaría de Educación                                      |                                          |                          |
| Secretaría de Hábitat                                        |                                          |                          |
| Secretaría de Víctimas y Reconciliación                      |                                          |                          |
| Secretaría de Movilidad                                      |                                          |                          |
| Secretaría de Infraestructura                                |                                          |                          |
| Secretaría de Salud                                          |                                          |                          |
| Secretaría de la Mujer y Gestión Social                      |                                          |                          |

La Asamblea Departamental representa también a la rama ejecutiva y se pronuncia mediante ordenanzas. Cada municipio cuenta con un concejo elegido popularmente. La Asamblea no representa a la rama legislativa por cuanto esta está conformada por un solo órgano que es el Congreso de la República y este a su vez por la Cámara de Representantes y el Senado de la República.

## Demografía
Los municipios más poblados del departamento según proyecciones para el 2025 son:
| Evolución de la población del departamento de Bolívar (1912-2025)         |
|                                                                           |
| Población según censo. Población según proyección.Fuente: Statoids. DANE. |

### Etnografía
- Mestizos & blancos (72,27%)
- Negros o afrocolombianos (27,57%)
- Indígenas (0,11%)
- Gitanos (0,05%)

### Inmigración
El más reciente censo general de la nación, realizado por el Departamento Administrativo Nacional de Estadística de Colombia (DANE), presenta los siguientes resultados acerca del país de nacimiento de los habitantes del departamento de Bolívar:

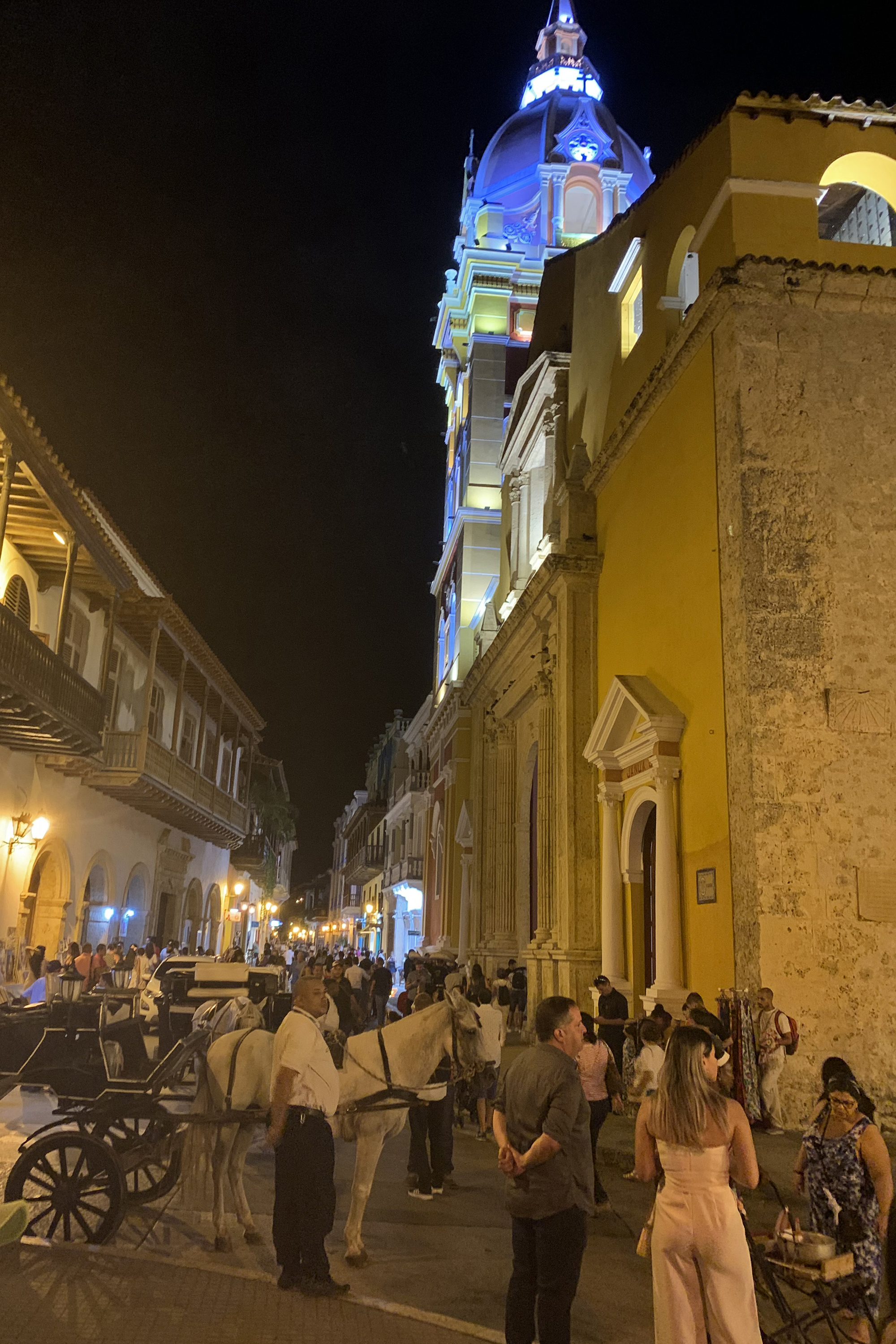
´Turistas cerca de la Catedral de Santa Catalina en Bolívar.

| N.º        | País           | Población |
| ---------- | -------------- | --------- |
| 1          | Venezuela      | 82 272    |
| 2          | Estados Unidos | 320       |
| 3          | Ecuador        | 185       |
| 4          | España         | 180       |
| 5          | Italia         | 122       |
| 6          | Panamá         | 119       |
| 7          | Argentina      | 98        |
| 8          | Perú           | 78        |
| 9          | México         | 78        |
| 10         | Cuba           | 55        |
| No informa | No informa     | 254       |
| Otros      | Otros          | 683       |
| Total      | Total          | 84 444    |

## Economía
La economía de Bolívar es bastante diversificada, los primeros renglones son ocupados por la prestación de servicios, principalmente en el turismo y el comercio; la industria, representada por la industria petroquímica, especialmente en el refinamiento de petróleo y la producción de químicos y plásticos. Las actividades agropecuarias son en su mayor parte tradicionales, a excepción de algunos grandes cultivos de arroz. Otras fuentes de ingreso son la pesca y la explotación de madera, así como, la producción de sal.
En la Región Sur del departamento, parte de la región conocida como el Magdalena Medio, hay cultivos de hoja de coca, materia prima para la elaboración de drogas alucinógenas como la cocaína, que ha motivado la ambición de grupos al margen de la ley, enfrentándose por el control de esta actividad ilícita ante la fuerza pública, quienes buscan la erradicación de estos cultivos y las actividades que se derivan de ello. La zona del Magdalena Medio está siendo afectada también con las actividades de la minería ilegal.

## Transporte
El transporte en Bolívar se hace por medio terrestre, marítimo, fluvial y aéreo; el principal es el transporte fluvial.[cita requerida]

### Transporte marítimo
Cartagena posee el sistema portuario de mayor movimiento de Colombia donde se encuentran terminales importantes de uso público como la Sociedad Portuaria de Cartagena (CONTECAR), Muelles El Bosque y el puerto de Mamonal.

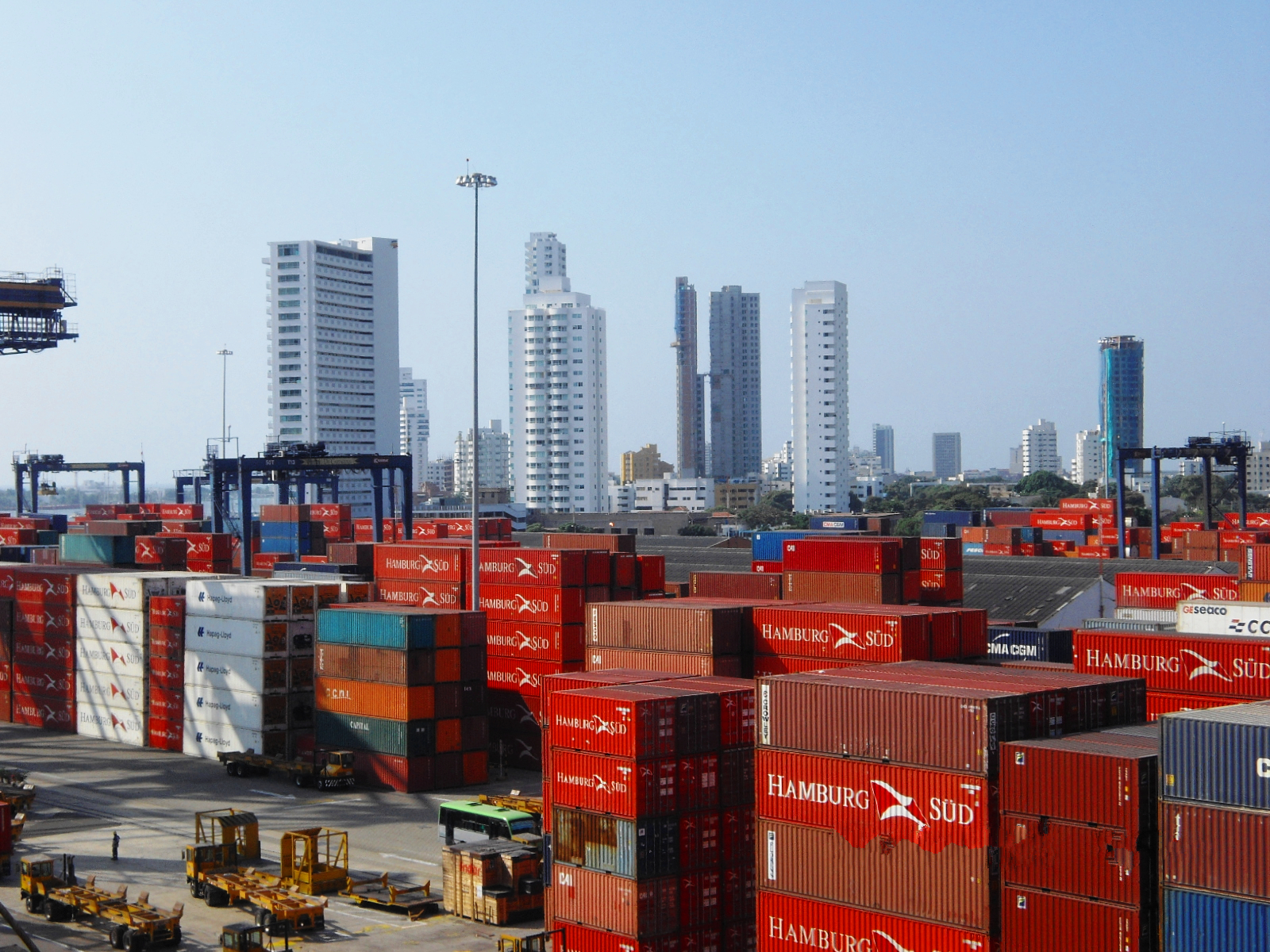
Puerto de Cartagena

### Transporte terrestre
El transporte terrestre en Bolívar se extiende desde Galerazamba en el norte y con la apertura del puente Roncador sobre el río Magdalena el transporte se extendió hasta Margarita en el centro del departamento.
Las terminales terrestres de mayor movimiento de pasajeros son:[cita requerida]
| Número | Municipio            | Terminal de Trasportes                       | Pasajeros Nacionales | Pasajeros Internacionales | Total Pasajeros |
| ------ | -------------------- | -------------------------------------------- | -------------------- | ------------------------- | --------------- |
| 1      | Cartagena de Indias  | Terminal de Transportes de Cartagena         | 1.511.725            | 245.899                   | 1.757.724       |
| 2      | Magangué             | Terminal Multimodal de Pasajeros de Magangué | 582.336              | 35.558                    | 617.894         |
| 3      | El Carmen de Bolívar | Terminal de Transportes Gambotico            | 582.221              | 32.543                    | 614.764         |
| 5      | Magangué             | Terminal de Transportes de la Albarrada      | 148.889              | 10.258                    | 159.147         |

### Transporte aéreo
El transporte aéreo en Bolívar apenas se opera en Cartagena de Indias, y algunos aeropuertos regionales.
Los aeropuertos de mayor movimiento de pasajeros son:
- Rafael Núñez, Cartagena de Indias.
- San Bernardo, Mompós.

Mientras, los aeródromos más importantes son:
- Aeródromo Montemariano, El Carmen de Bolívar.
- Aeródromo Gabriel Antonio Caro, Santa Rosa del Sur
- Aeródromo Baracoa, Magangué

### Transporte fluvial
El transporte fluvial en Bolívar se extiende en casi todo el departamento.
Los puertos de mayor movimiento de pasajeros son:
- Terminal Multimodal de Pasajeros de Magangué, Magangué
- Puerto Fluvial de Cerro de Burgos, Simiti.
- Puerto Fluvial de Regidor, Regidor
- Puerto fluvial de San Pablo
- Puerto Fluvial de Mompós, Santa Cruz de Mompós
- Puerto Fluvial de Achí, Achí